# Santa Lucía, Santa Cruz Zenzontepec
Santa Lucía är en ort i Mexiko.   Den ligger i kommunen Santa Cruz Zenzontepec och delstaten Oaxaca, i den sydöstra delen av landet, 400 km sydost om huvudstaden Mexico City. Santa Lucía ligger 765 meter över havet och antalet invånare är 119.
Terrängen runt Santa Lucía är kuperad åt nordväst, men åt sydost är den bergig. Runt Santa Lucía är det ganska tätbefolkat, med 56 invånare per kvadratkilometer. Närmaste större samhälle är El Limoncillo, 3,4 km väster om Santa Lucía. Omgivningarna runt Santa Lucía är huvudsakligen savann.